# 奧蒂斯菲爾德 (緬因州)
奧蒂斯菲爾德（英語：Otisfield）是一個位於美國緬因州牛津縣的鎮。

## 人口
根據2020年美國人口普查的數據，奧蒂斯菲爾德的面積為114.61平方千米，當中陸地面積為103.42平方千米，而水域面積為11.19平方千米。當地共有人口1853人，而人口密度為每平方千米16人。